# Pterochromis congicus
Pterochromis congicus е вид лъчеперка от семейство Цихлиди (Cichlidae), единствен представител на род Pterochromis.

## Разпространение
Видът е разпространен в Демократична република Конго и Централноафриканска република.